# JRuby
JRuby — реалізація мови програмування Ruby, написана на Java і призначена для виконання у віртуальній машині JVM.  Завдяки використанню JIT-компілятора, продуктивність JRuby не поступається, а в деяких ситуаціях навіть випереджає, стандартний інтерпретатор Ruby, написаний на мові Сі.  JRuby дозволяє розробникам на мові Java звертатися до Ruby-бібліотек (наприклад, Ruby on Rails) і вбудовувати Ruby-код в Java-програми.  Розробники на мові Ruby, в свою чергу, можуть отримати доступ до всіх бібліотек класів Java.
Стандартне використання JRuby — це його вбудовування в Java-застосунок для підтримки скриптинга і прискорення розробки, що є перевагою мови Ruby перед статичними мовами.

## Особливості
- JRuby може використовувати тільки ті бібліотеки Ruby, які написані на чистому Ruby, без Сі-розширень.
- JRuby повільніший при старті, але після запуску обганяє Ruby в більшості тестів за рахунок використання 
JIT
- JRuby використовує ниті Java, і тому не може підтримувати весь API Ruby для роботи з нитями